# Vilhelm Herold
Vilhelm Herold   (Hasle, 19 de març de 1865 - Copenhaguen, 15 de desembre de 1937) va ser un cantant (tenor) d'òpera danès.
Herold va ser primer professor, format com a cantant amb Peter Jerndorff i Leopold Rosenfeld a Copenhaguen, i després amb Vittore Devilliers i Giovanni Sbriglia a París. Va debutar el 1893 al Teatre Reial com a Faust en la composició de Charles Gounod i aviat es va convertir en la força operativa de l'òpera. El seva veu de tenor líric, era brillant i àgil, i el seu talent dramàtic el va convertir en un "actor cantant" de rang. Fins i tot com a cantant romàntic, fou destacat. Herold va ser un convidat popular a les òperes a Londres, Berlín, Dresden, Praga, Leipzig, Hannover, Stuttgart i Estocolm. Herold va actuar al "Royal Theatre" d'Estocolm 1901-1903 i 1907-1909. De 1910 a 1911 va dirigir la companyia d'òpera a Dagmarteatern. El 1915 va deixar el Teatre Reial. Més tard va treballar com a professor a l'escola d'òpera i com a professor privat de cant. Herold també va obtenir el reconeixement com a escultor.